# Alegrías

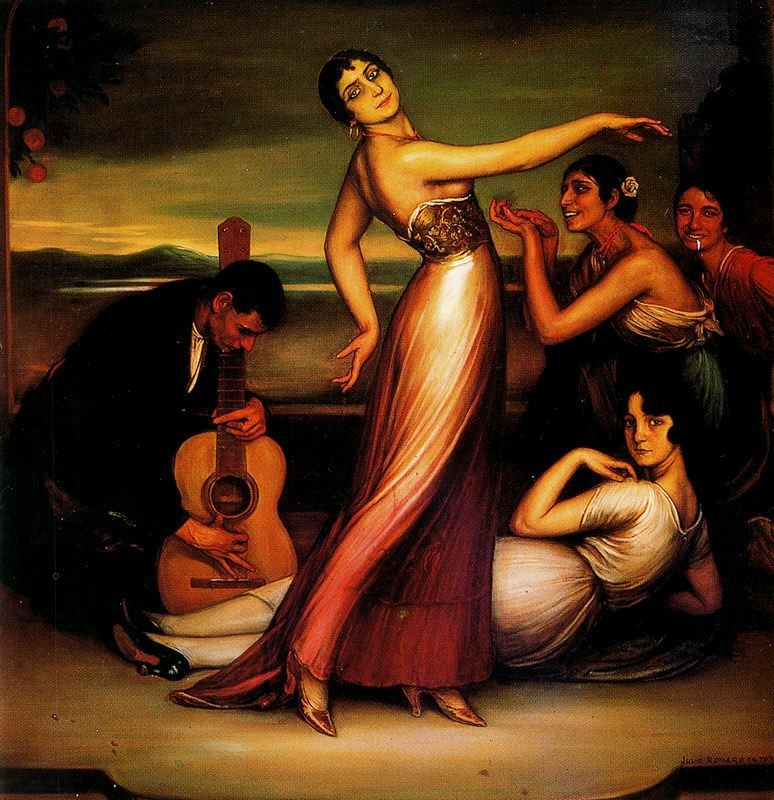
Alegrías

Alegrías (ze španělského alegría radost, veselí) je styl flamenca pocházející z Cádizu. Řadí se ke cante chico.
Alegrías mají dvanáctidobý rytmus s důrazem na třetí, šestou, osmou, desátou a dvanáctou dobu.